# Thềm băng Filchner-Ronne

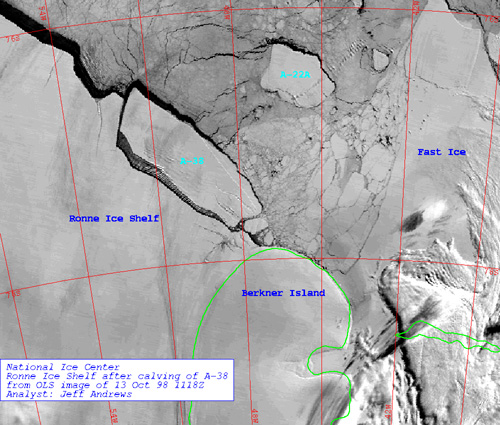
The tảng băng của A-38 cắt thềm băng Ronne.

The A38-B iceberg splits.

Thềm băng Filchner-Ronne (màu xanh nước biển) với một số tảng băng khác

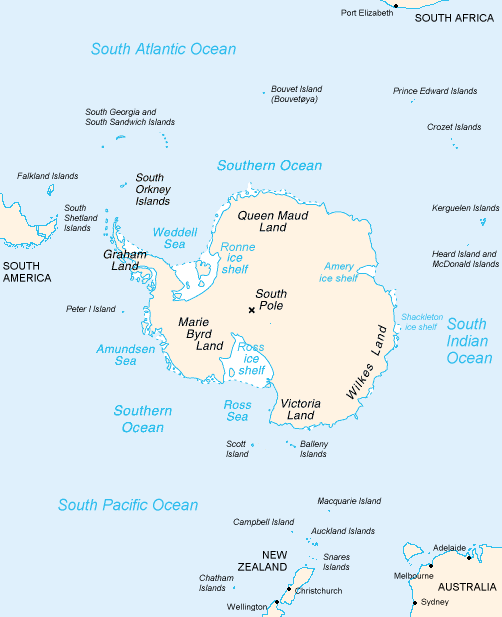
Vị trí.

Tốc độ tan chảy băng của Dải băng Filchner-Ronne vào 1/2010

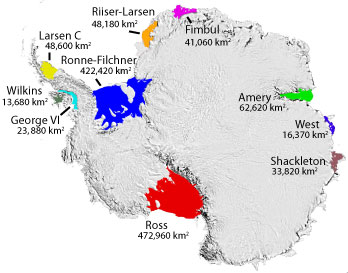
Một số tên thềm băng ở Nam Cực.

Thềm băng Filchner-Ronne, còn được gọi là thềm băng Ronne-Filchner, là một thềm băng ở Nam Cực giáp biển Weddell.

## Đặc điểm và vị trí
Phía biển của thềm băng Filchner-Ronne được chia thành các phần phía Đông (Filchner) 79 ° 00′S 40 ° 00′W và phần phía Tây lớn hơn (Ronne) 78 ° 30′S 61 ° 00′W bởi đảo Berkner. Toàn bộ thềm băng có diện tích khoảng 430.000 km², khiến nó trở thành thềm băng lớn thứ hai ở Nam Cực, sau thềm băng Ross. Nó mở rộng không ngừng do một dòng băng nội địa. Thỉnh thoảng, các vết nứt hình thành và các phần lớn của dải băng tách ra khỏi thềm băng và tiếp tục như những tảng băng trôi. Điều này được gọi là nhưng tảng băng.
Thềm băng Ronne là phần lớn hơn và phía tây của thềm băng Filchner-Ronne. Nó được giới hạn ở phía tây bởi căn cứ của Bán đảo Nam Cực (Vùng đất Graham với Bờ biển Zumberge và Bờ biển Orville) và Vùng đất Ellsworth. Chỉ huy Finn Ronne, USNR, lãnh đạo của Đoàn thám hiểm nghiên cứu Nam Cực Ronne năm 1947-48, đã phát hiện và chụp ảnh một dải dọc theo toàn bộ phần phía bắc của thềm băng này trong hai chuyến bay vào tháng 11 và tháng 12 năm 1947.
Thềm băng Filchner là phần phía đông của thềm băng Filchner-Ronne. Nó được giới hạn ở phía tây của đảo Berkner và về phía đông bởi Coats Land.

## Đặt tên
Chỉ huy Finn Ronne, USNR, lãnh đạo của Đoàn thám hiểm nghiên cứu Nam Cực Ronne năm 1947-48,ông đặt tên cho nó là "thềm băng Lassiter "và đặt tên là" Vùng đất Edith Ronne "cho vùng đất nằm ở phía nam của nó. Vào năm 1957-58, hội US-IGY tại trạm Ellsworth, dưới quyền thuyền trưởng Ronne, đã xác định rằng thềm băng lớn hơn so với biểu đồ trước đó, nó kéo dài về phía nam để chiếm phần lớn "Vùng đất Edith Ronne". Với tên gọi của Đại úy James Lassiter đã được đặt tên tại một bờ biển của Palmer Land, Ủy ban Cố vấn về Tên Nam Cực (US-ACAN) đã phê duyệt cái tên thềm băng Ronne cho thềm băng lớn này.
Thềm băng Filchner, phần phía đông của thềm này được phát hiện vào tháng 1 năm 1912 bởi Đoàn thám hiểm Nam Cực của Đức dưới thời Wilhelm Filchner. Filchner đặt tên cho thềm băng này là Kaiser Wilhelm, nhưng Hoàng đế yêu cầu nó được đặt tên cho người phát hiện ra nó.

## Những tảng băng
Từ ngày 12 tháng 1 đến ngày 13 tháng 1 năm 2010, một vùng băng biển lớn hơn bang Rhode Island, hay một phần bảy kích thước của xứ Wales, đã tách ra khỏi thềm băng Ronne-Filchner và vỡ tan thành nhiều mảnh nhỏ hơn. Máy đo quang phổ hình ảnh độ phân giải vừa phải (MODIS) trên các vệ tinh của NASA Aqua Aqua và Terra đã ghi lại sự kiện này trong loạt ảnh giống như ảnh này.
Băng của thềm băng Filchner-Ronne có thể dày tới 600 m; nước bên dưới sâu khoảng 1400 m tại điểm sâu nhất.
Chương trình thềm băng quốc tế Filchner-Ronne (FRISP) được khởi xướng vào năm 1973 để nghiên cứu thềm băng.
Một nghiên cứu được công bố trên tạp chí Nature vào năm 2012 bởi các nhà khoa học thuộc Viện nghiên cứu biển và cực biển Alfred Wegener ở Đức, và được tài trợ bởi sáng kiến Ice2Sea, dự đoán sự biến mất của thềm băng rộng 450.000 km2 (170.000 dặm vuông) ở Nam Cực vào cuối năm thế kỷ có thể - gián tiếp - tăng thêm 4,4 mm (0,17 in) mực nước biển mỗi năm.